# De 24 historieverken
De 24 historieverken (kinesiska: 二十四史?, pinyin: Èrshísì Shǐ, Wade-Giles: Erhshihszu Shih) är en samling kinesiska historiekrönikor som sträcker sig så långt tillbaka som 3000-talet f.Kr. och fram till Mingdynastin på 1600-talet. De omfattar sammanlagt över 3 000 skriftrullar och har sammanställts på uppdrag av olika härskare genom århundradena.
Förutom den första krönikan, som behandlar hela tiden från civilisationens början fram till författarens egen tid, är varje bok inriktad på en viss dynasti, och sammanställdes i regel av den omedelbart efterföljande dynastin som ett bokslut över föregångarens meriter och tillkortakommanden.
Krönikorna följer ett gemensamt format med ofta fyra avdelningar: hovkrönikor, kronologiska tabeller, uppsatser om olika specialområden (t.ex. dynastins ekonomiska och religiösa förhållanden) och biografier över framstående personer. Ibland händer det dock att en eller flera avdelningar saknas på grund av någon yttre omständighet; avdelningar som sällan saknas är hovkrönikor och biografier.
Under 1900-talet sammanställdes ytterligare två krönikor, som ibland räknas in i denna samling: Den nya Yuan-krönikan och Utkast till Qing-krönikan. Den senare var tänkt som det officiella bokslutet över Kinas sista kejsardynasti, men på grund av de ofta kaotiska förhållandena i landet mellan kejsardömets avskaffande och Folkrepublikens grundande kunde arbetet aldrig slutföras ordentligt. Det ofärdiga manuskriptet kom dock att publiceras, med ordet "utkast" varnande tillfogat titeln.

## De 24 verken
| Verk                            | Författare    | Färdigställt år | Kategorisering                         |
| ------------------------------- | ------------- | --------------- | -------------------------------------- |
| Shiji                           | Sima Qian     | 91 f.Kr.        | De fyra tidiga historieverken (前四史) |
| Hanshu                          | Ban Gu        | 82              | De fyra tidiga historieverken (前四史) |
| Krönika över de tre kungadömena | Chen Shou     | 289             | De fyra tidiga historieverken (前四史) |
| Hou Hanshu                      | Fan Ye        | 445             | De fyra tidiga historieverken (前四史) |
| Songshu                         | Shen Yue      | 488             | 488                                    |
| Qishu                           | Xiao Zixian   | 537             | 537                                    |
| Weishu                          | Wei Shou      | 554             | 554                                    |
| Liangshu                        | Yao Silian    | 636             | De åtta tang-verken (唐初八史)         |
| Chenshu                         | Yao Silian    | 636             | De åtta tang-verken (唐初八史)         |
| Bei Qi-shu                      | Li Baiyao     | 636             | De åtta tang-verken (唐初八史)         |
| Zhoushu                         | Linghu Defen  | 636             | De åtta tang-verken (唐初八史)         |
| Suishu                          | Wei Zheng     | 636             | De åtta tang-verken (唐初八史)         |
| Jinshu                          | Fang Xuanling | 648             | De åtta tang-verken (唐初八史)         |
| Nanshi                          | Li Yanshou    | 659             | De åtta tang-verken (唐初八史)         |
| Beishi                          | Li Yanshou    | 659             | De åtta tang-verken (唐初八史)         |
| Tangshu                         | Liu Xu        | 945             | 945                                    |
| Jiu Wudaishi                    | Xue Juzheng   | 974             | 974                                    |
| Xin Jiu Wudaishi                | Ouyang Xiu    | 1053            | 1053                                   |
| Xin Tangshu                     | Ouyang Xiu    | 1060            | 1060                                   |
| Liao Shi                        | Toktoghan     | 1345            | De tre yuan-verken (元末三史)          |
| Jin Shi                         | Toktoghan     | 1345            | De tre yuan-verken (元末三史)          |
| Song Shi                        | Toktoghan     | 1345            | De tre yuan-verken (元末三史)          |
| Yuan Shi                        | Song Lian     | 1370            | 1370                                   |
| Ming Shi                        | Zhang Tingyu  | 1739            | 1739                                   |